# Batalha do Jaguarão
A Batalha do Jaguarão (em castelhano Batalla de Yaguarón) foi travada na cidade de Jaguarão, do Rio Grande do Sul, em 27 de janeiro de 1865, entre o Exército Imperial Brasileiro e uma milícia/cavalaria uruguaia durante a Guerra do Uruguai.

## A batalha
O presidente uruguaio Atanasio Cruz Aguirre, ordenou a invasão do território brasileiro como uma forma de vingança pela ocupação de Paysandú. A força uruguaia era composta por 1 500 cavaleiros sob o comando do gen. Basílio Muñoz e seu subordinado, o cel. Timóteo Aparício. O ataque foi na cidade gaúcha de Jaguarão, no dia 27 de janeiro de 1865, às 15 horas. A cidade estava guarnecida por 494 homens, sendo 94 regulares e 400 dos corpos provisórios de cavalaria números 15 e 28, sob o comando do GN Manuel Pereira Vargas. O ataque uruguaio, ainda que em maior número, fora repelido com sucesso pelas forças brasileiras, com os invasores se retirando na noite do mesmo dia. Foram 2 mortos e 4 feridos no lado brasileiro e 6 mortos e 20 feridos no lado uruguaio.

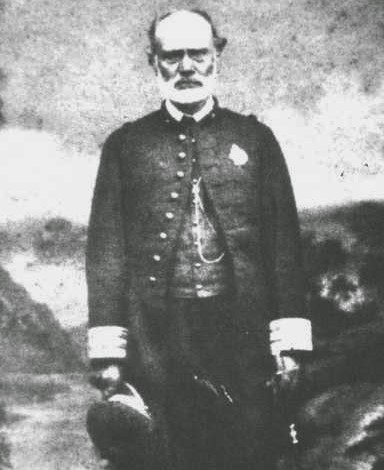
Coronel Manoel Pereira Vargas.